# Cinara setosa
Cinara setosa är en insektsart som först beskrevs av Carl Julius Bernhard Börner 1950.  Cinara setosa ingår i släktet Cinara och familjen långrörsbladlöss. Inga underarter finns listade i Catalogue of Life.